# فرودگاه منطقه‌ای برلینگتون–آلامانس
فرودگاه منطقه‌ای برلینگتون-آلامانس (به انگلیسی: Burlington-Alamance Regional Airport) یک فرودگاه همگانی است که یک باند فرود آسفالت دارد و طول باند آن ۱۵۲۴ متر است. این فرودگاه در کشور ایالات متحده آمریکا قرار دارد و در ارتفاع ۱۸۸٫۱ متری از سطح دریا واقع شده‌است.